# Banksia candolleana
Espèce

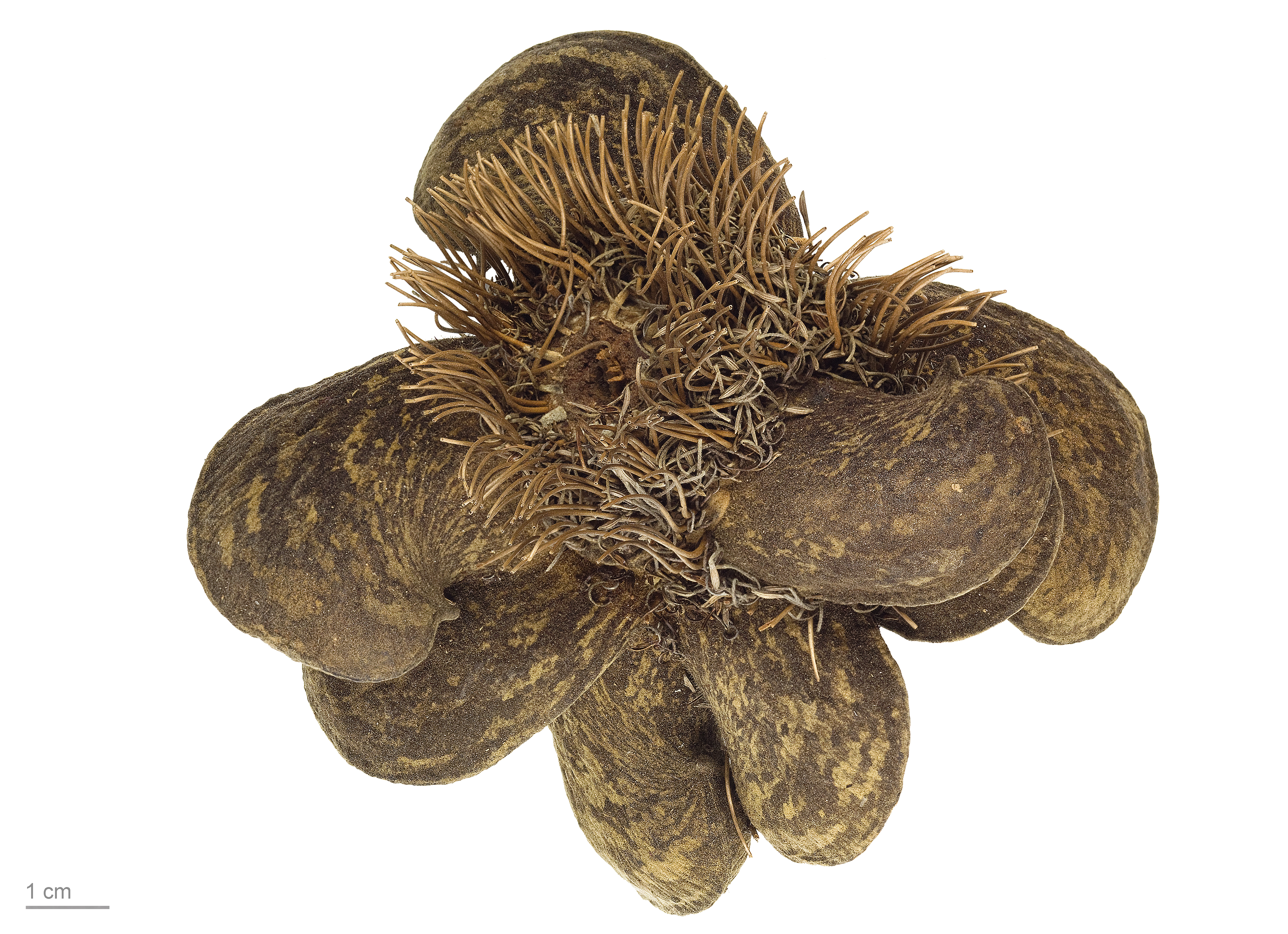
Banksia candolleana au Muséum de Toulouse.

Banksia candolleana est une espèce de plante buissonnante du genre Banksia. On le trouve dans des plaines sableuses au nord de Gingin, en Australie-Occidentale.

## Description
Banksia candolleana mesure 0,5 à 1,3 m de haut et 2,5 m de large. Ces feuilles linéaires mesurent 15 à 40 cm de long et 0,6 à 2 cm de large. Les feuilles sont vertes et brillantes avec des bords dentés. Les inflorescences apparaissent entre avril et juin (de l'automne à l'hiver) et sont jaune doré. De forme ovoïde, elles mesurent 5,5 à 7,5 cm de large. Les fleurs matures laissent place à 1 à 5 follicules gris.

## Taxonomie
Banksia candolleana est décrit pour la première fois par le botaniste suisse Carl Meissner en 1855, après avoir été collecté par James Drummond. Son nom spécifique a été choisi en l'honneur de Augustin Pyramus de Candolle, compatriote de Meissner.

## Distribution et habitat
Banksia candolleana se rencontre à Arrowsmith jusqu'à Gingin au sud, dans les plaines sableuses du nord du Perth, où la pluviométrie annuelle est de 600 à 700 mm.

## Écologie
Banksia candolleana peut se régénérer à partir de son lignotuber après un feu de broussaille. Certains buissons ont été estimés à plus de 1000 ans. Sminthopsis granulipes a été observé visitant les fleurs, mais on ne sait pas si c'est un pollinisateur efficace. Les fourmis et les abeilles visitent également les inflorescences.